# Castell de Krujë
El Castell de Krujë (en albanès: Kalaja e Krujës) és un monument històric de la ciutat de Krujë i testimoni principal de la batalla de Skanderbeg contra l'Imperi otomà. El castell alberga el Teqe de Dollme dels bektaixistes (una secta sufi islàmica), el Museu Nacional de Skanderbeg, les restes de la Mesquita Fatih Sultan Mehmet i el seu minaret, un museu etnogràfic i un bany turc.

## Història
Durant la revolta albanesa del 1432-1436 la ciutat fou assetjada per Andrea Thopia; el castell, però, resistí tres assalts dels turcs amb un exèrcit de no més de 3.000 soldats. El mateix Mehmed II no va aconseguir pas de trencar la defensa del castell.
Hui, el castell és un centre turístic d'Albània, i una referència del poble albanés. El castell és a una altura de 557 m.

## Llegat
El castell està il·lustrat al revers dels bitllets de 1.000 leks impresos al 1992-1996, així com el de 5.000 leks, que s'imprimeix des del 1996.

## Galeria d'imatges

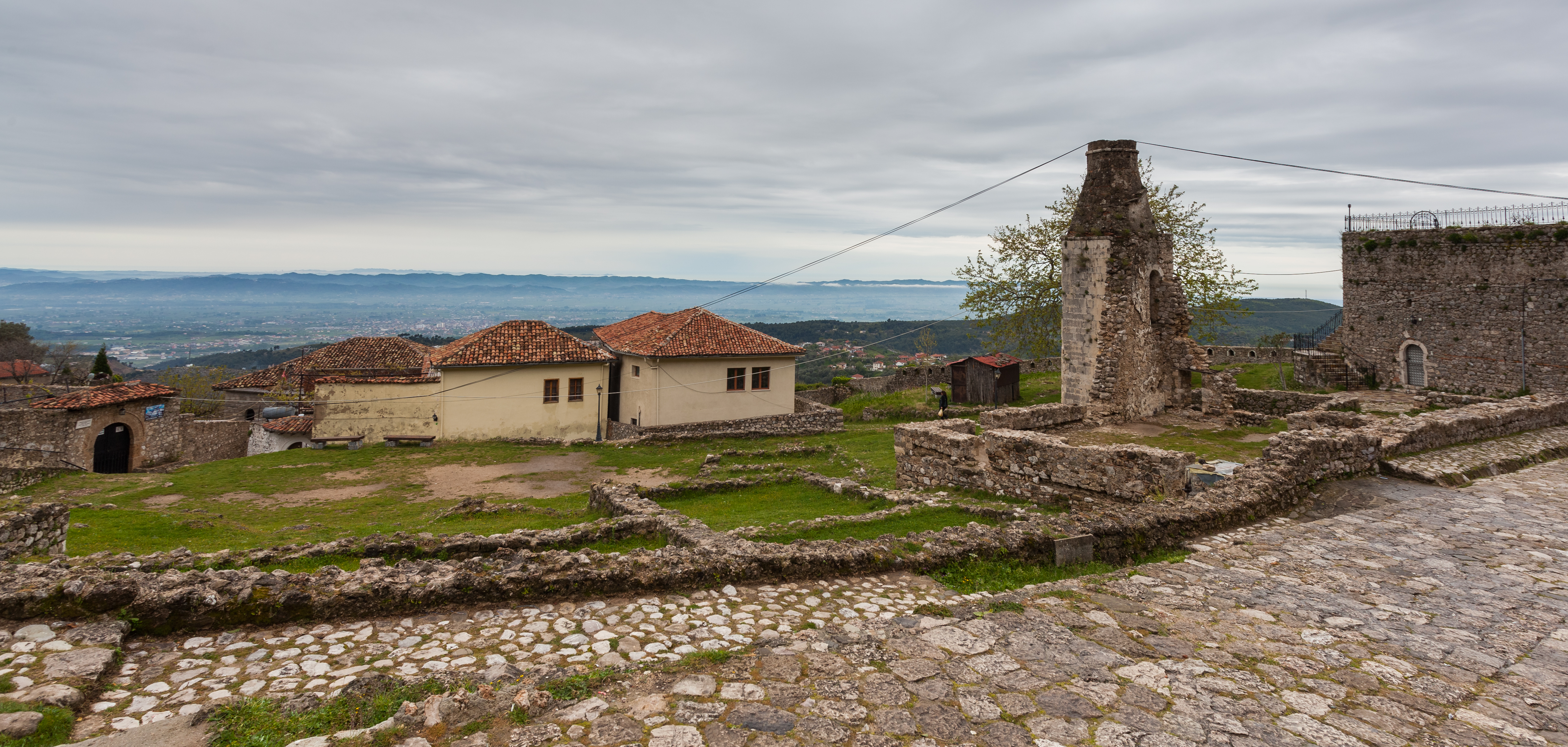
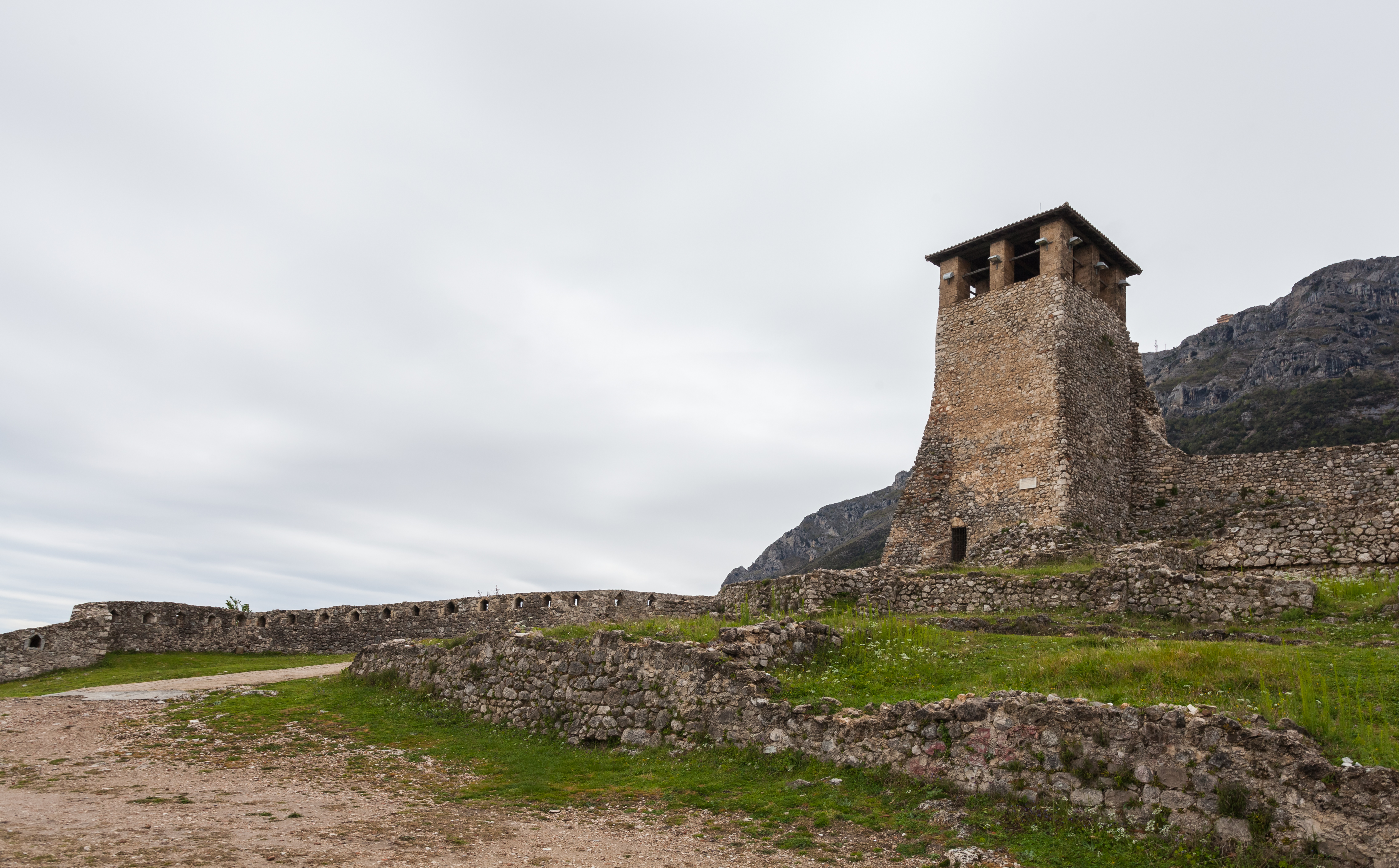
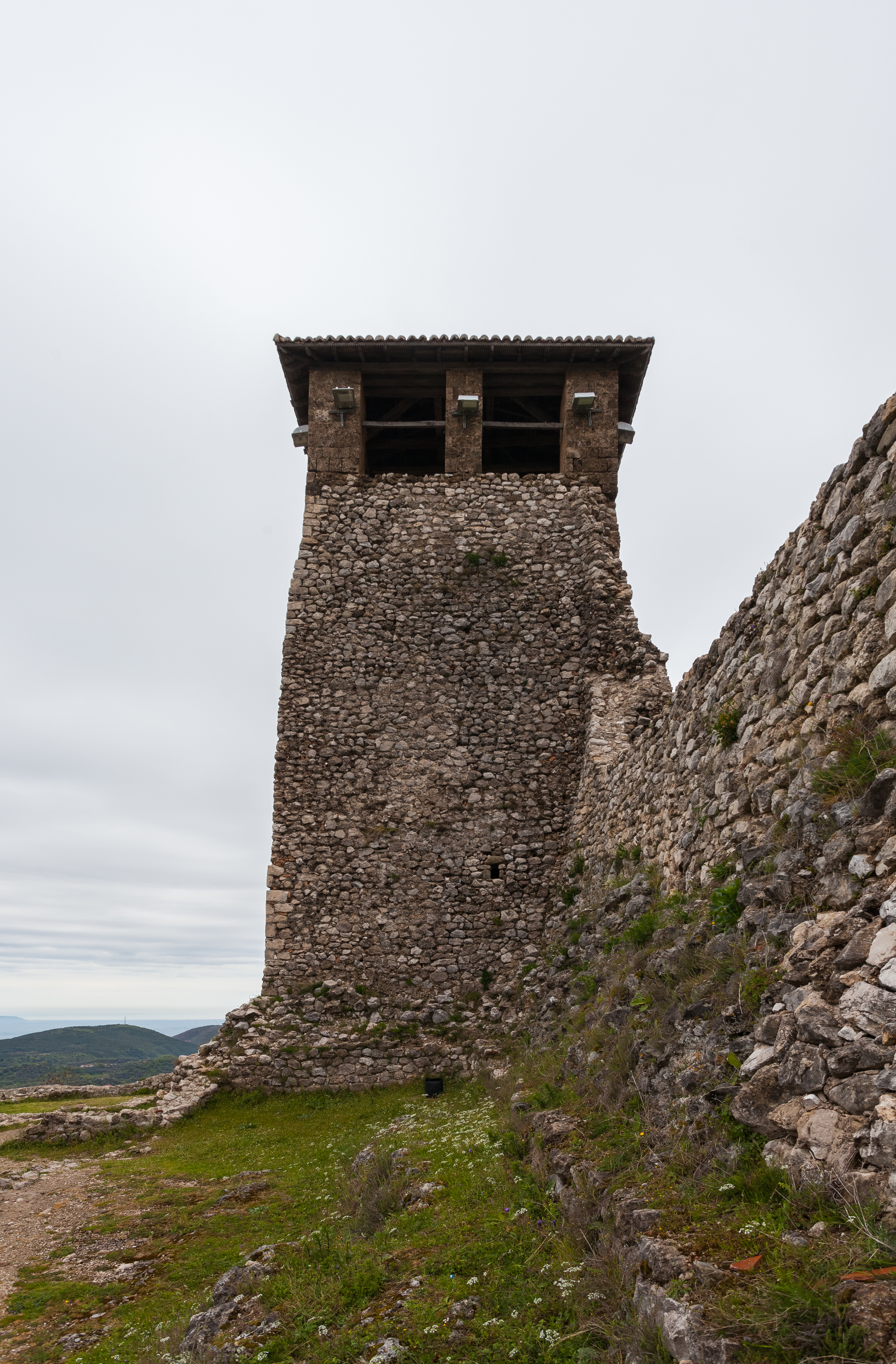
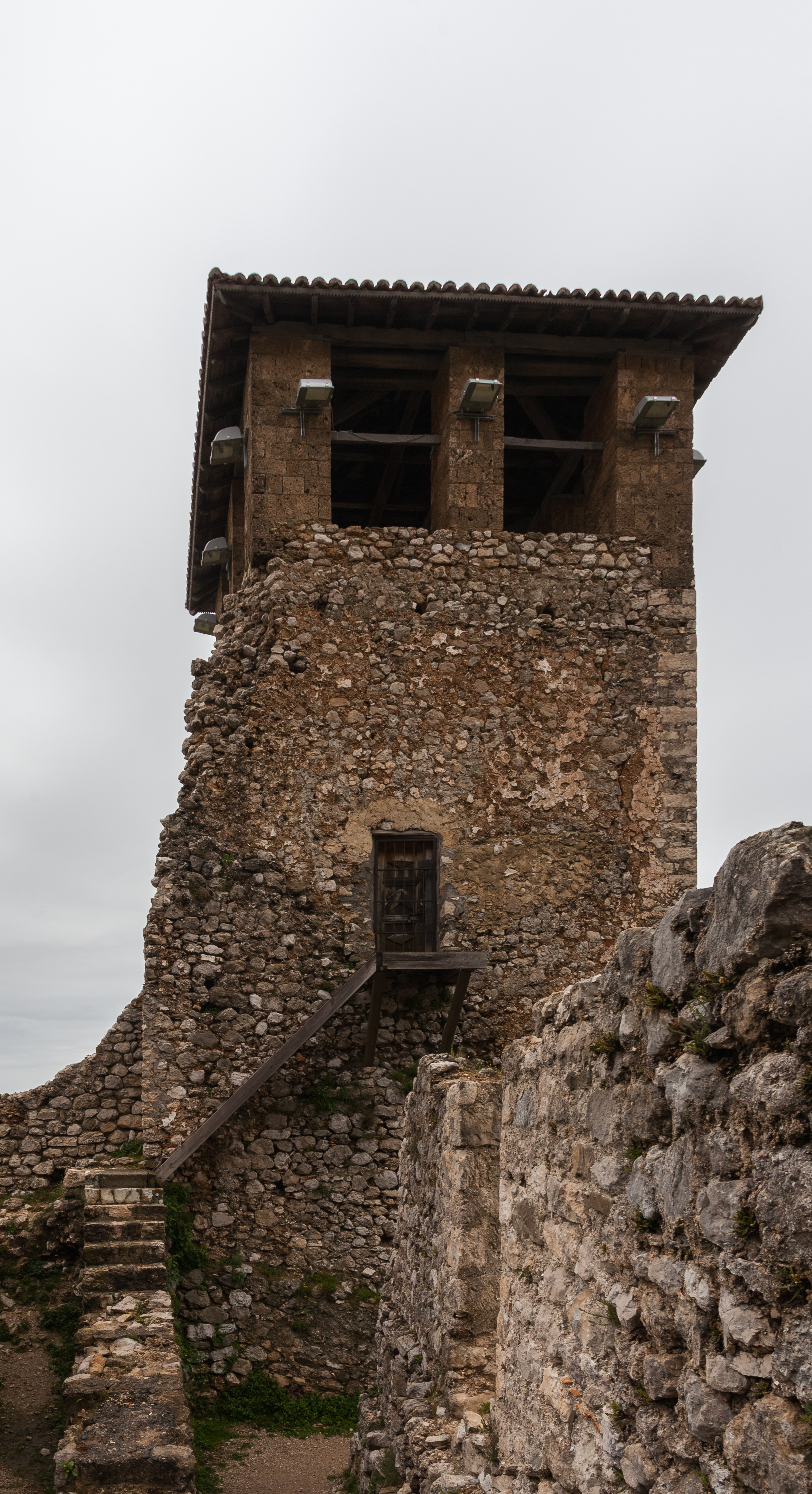
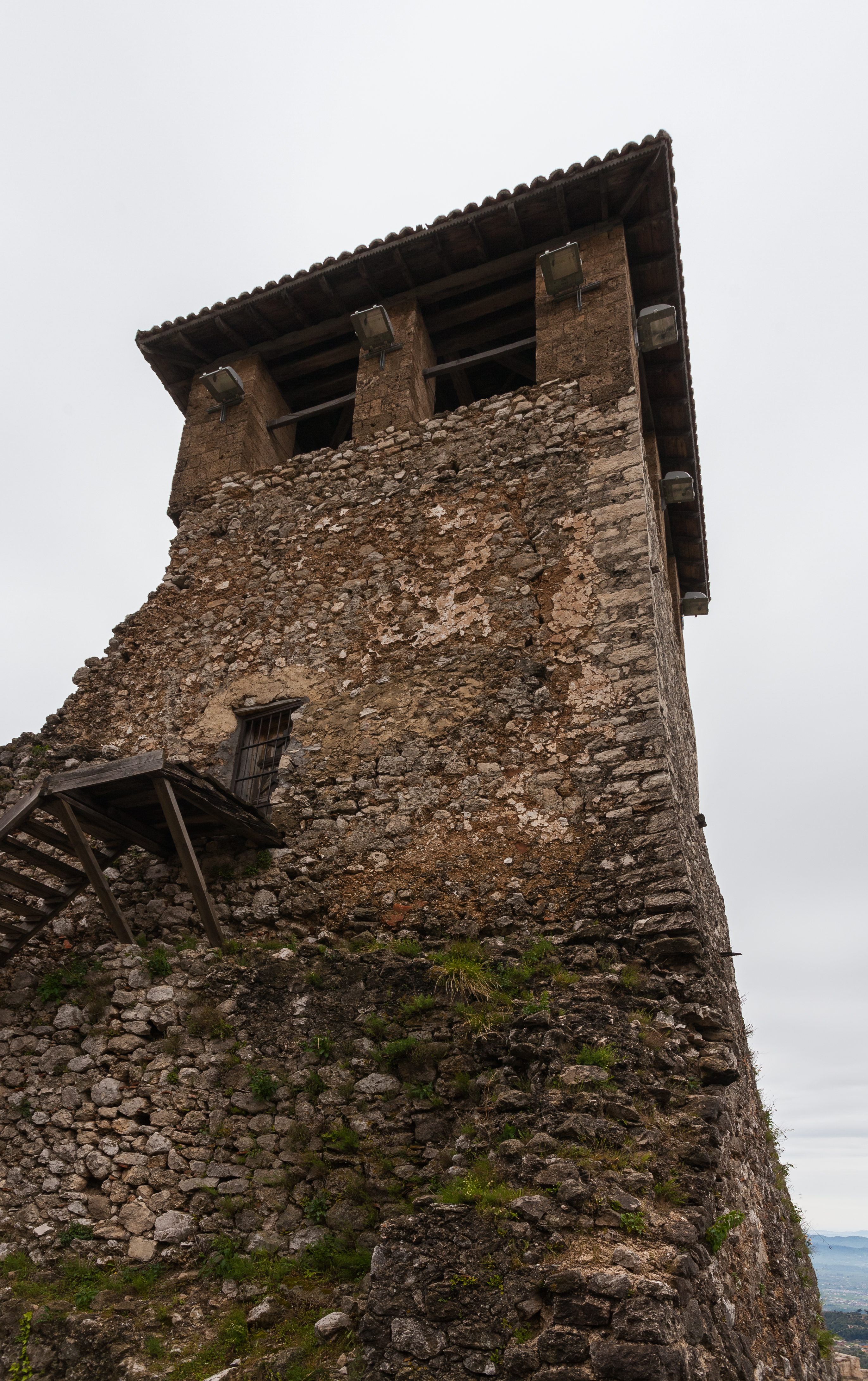
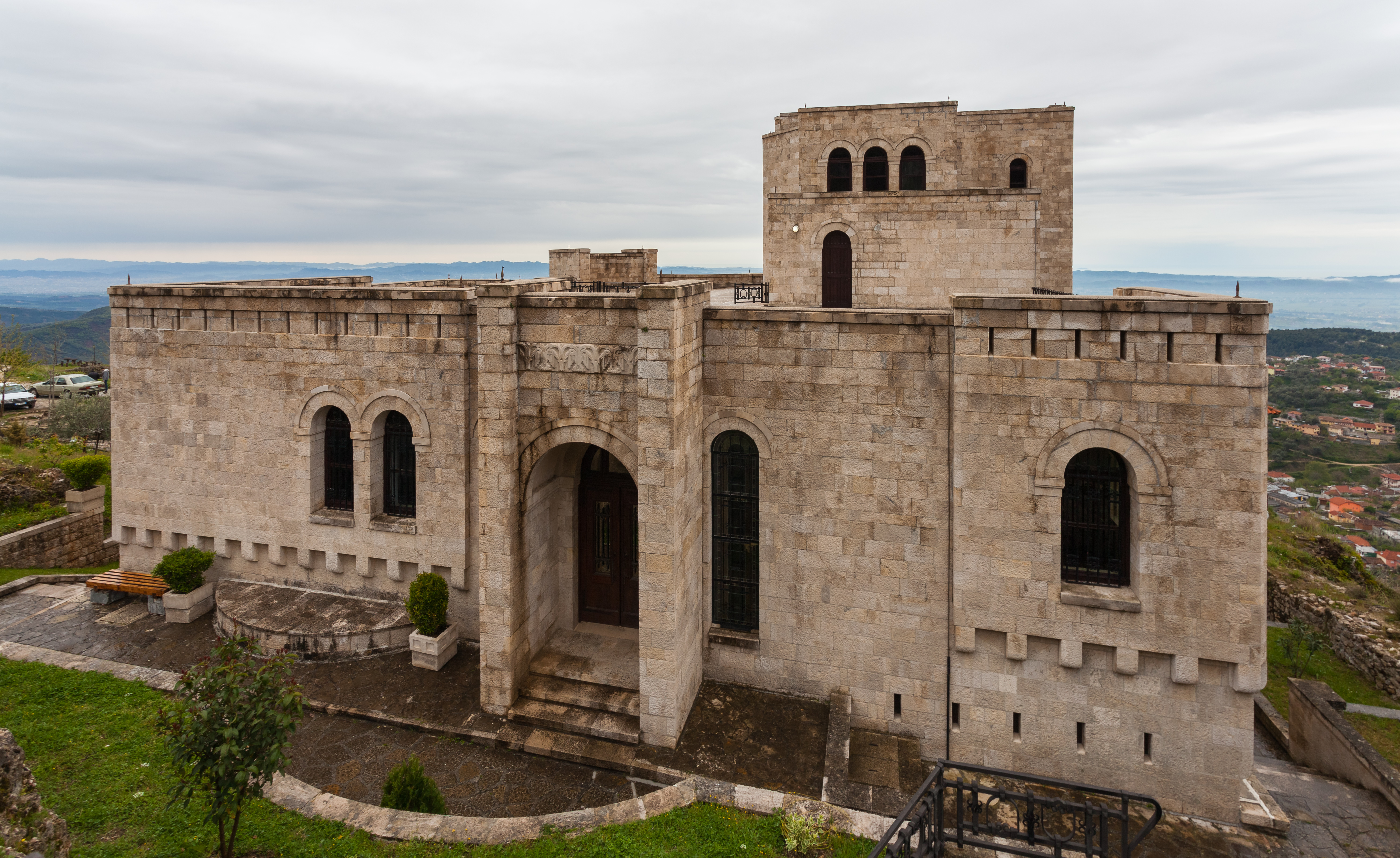
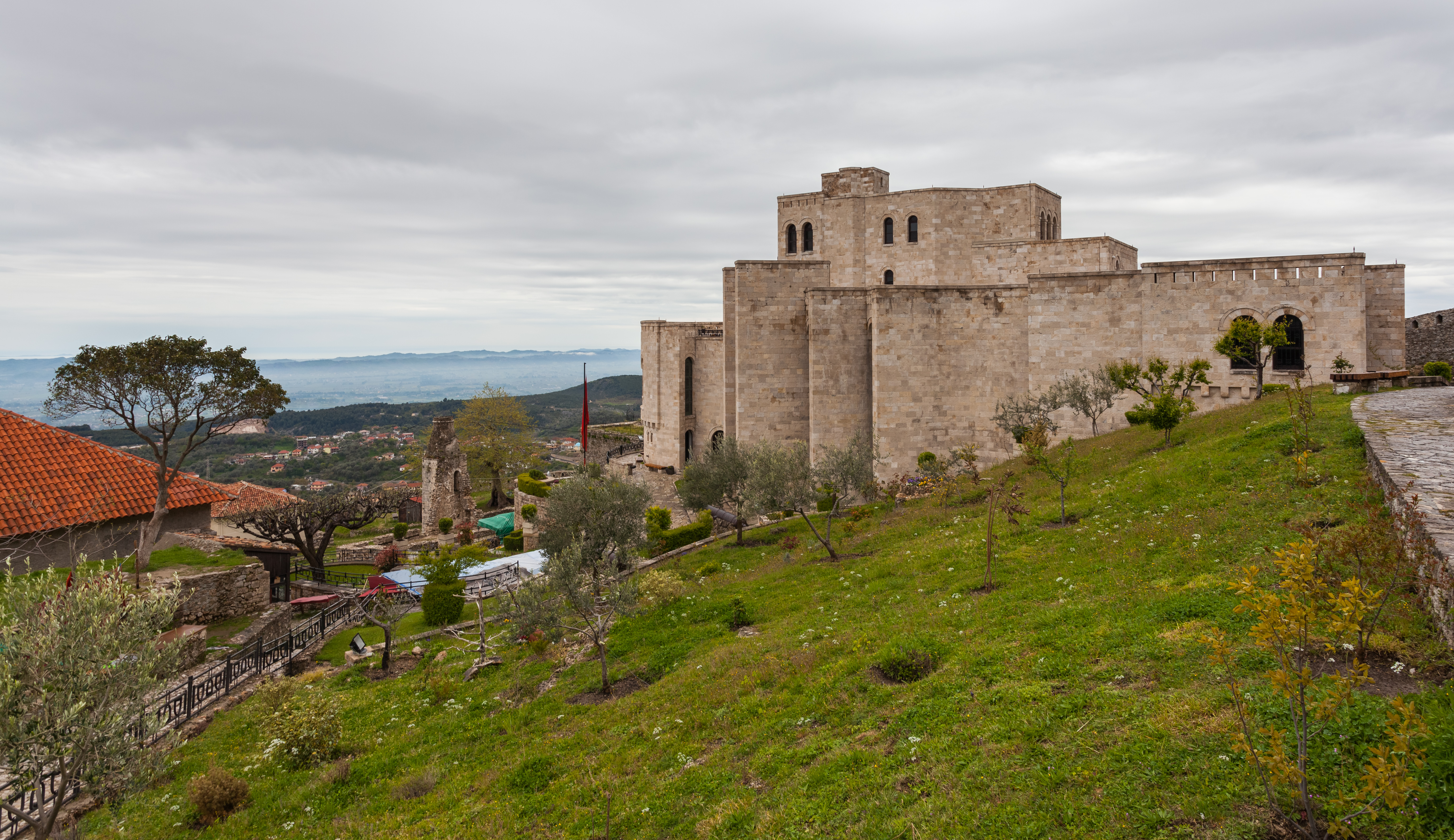
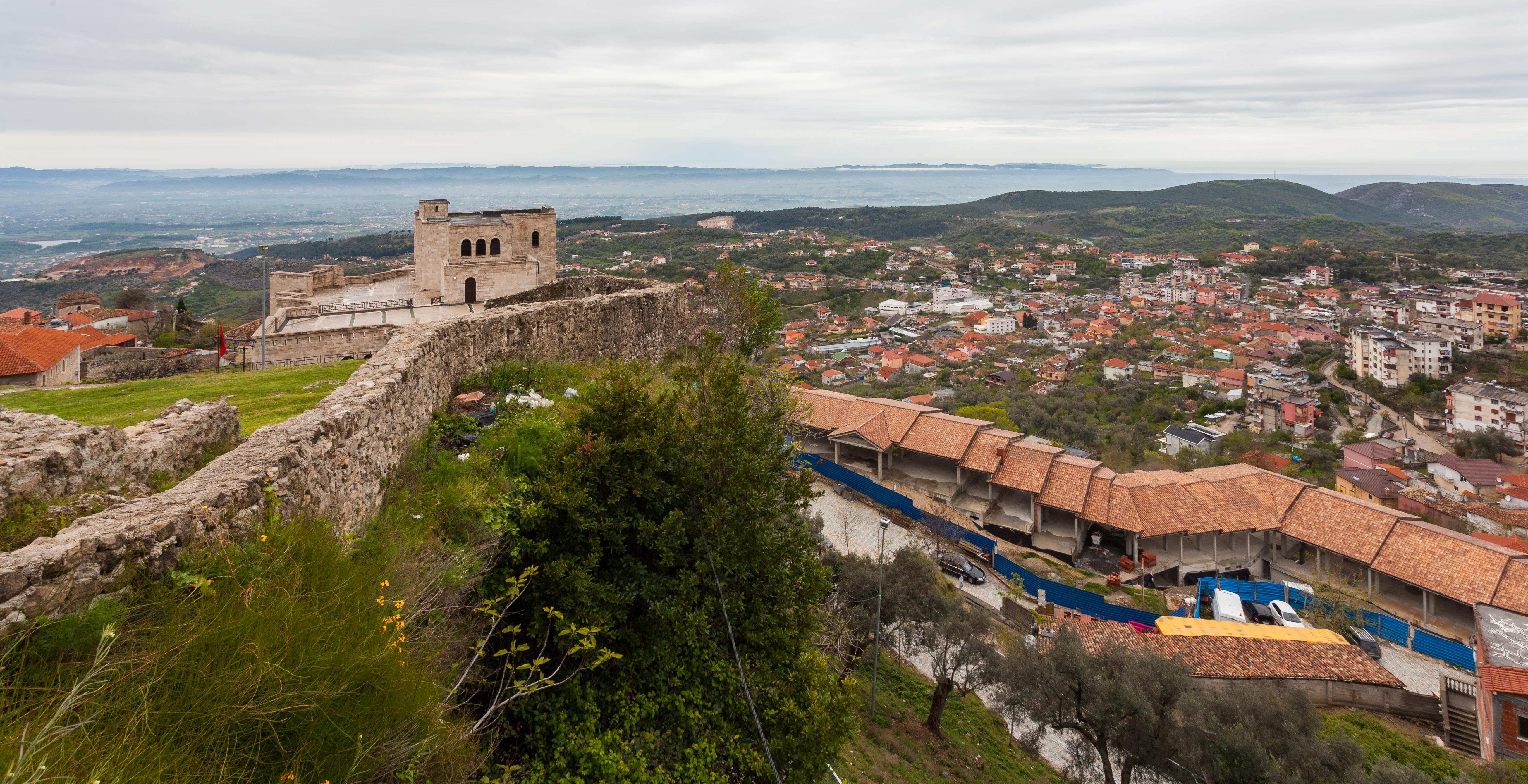
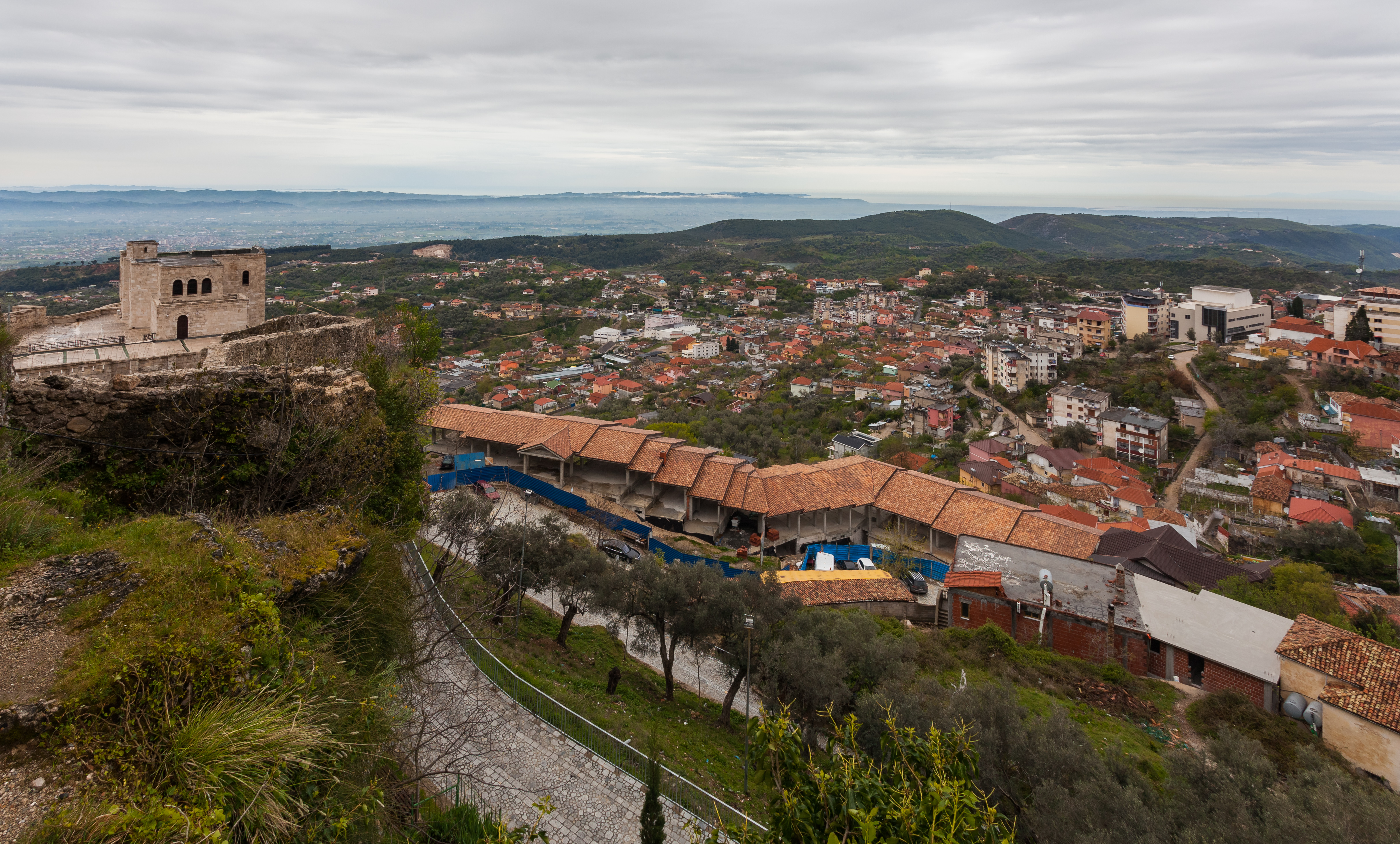